# Битва при Амгале (1989)
Битва при Амгале — вооружённый конфликт (битва), произошедший 8 ноября 1989 года около оазиса Амгала между Королевством Марокко и Сахарской Арабской Демократической Республикой в ходе войны в Западной Сахаре.

## Предыстория

### Война в Западной Сахаре
До 1884 года территория современной САДР находилась под контролем султаната Марокко, а до 1975 года была колонией Королевства Испания. В 1975 году Народный фронт за освобождение Сегиет-эль-Хамра и Рио-де-Оро (Полисарио) провозгласил САДР с правительством в изгнании в городе Тиндуф Алжирской Народной Демократической Республики.
Конфликт продолжался при поддержке САДР со стороны АНДР, Республики Куба, Арабской Республики Египет, Социалистической Республики Вьетнам и Российской Федерации и поддержке Марокко со стороны Французской Республики и Исламской Республики Мавритания (до 1979 года).
Миссия Организации Объединённых Наций по проведению референдума в Западной Сахаре, в различной степени, поддерживалась обеими сторонами.

## Ход битвы
Две механизированные колонны войск САДР атаковали марокканских солдат близ оазиса Амгала, пересекли Марокканскую стену и прошли 20 километров в направлении города Смара, после чего, под натиском марокканской армии, отступили на исходные позиции.

## Потери
По данным Марокко, в битве погибло 45 марокканских солдат и 87 западносахарских. По данным САДР, 250 марокканцев были убиты, а 350 — ранены.